# Rheinschifffahrt

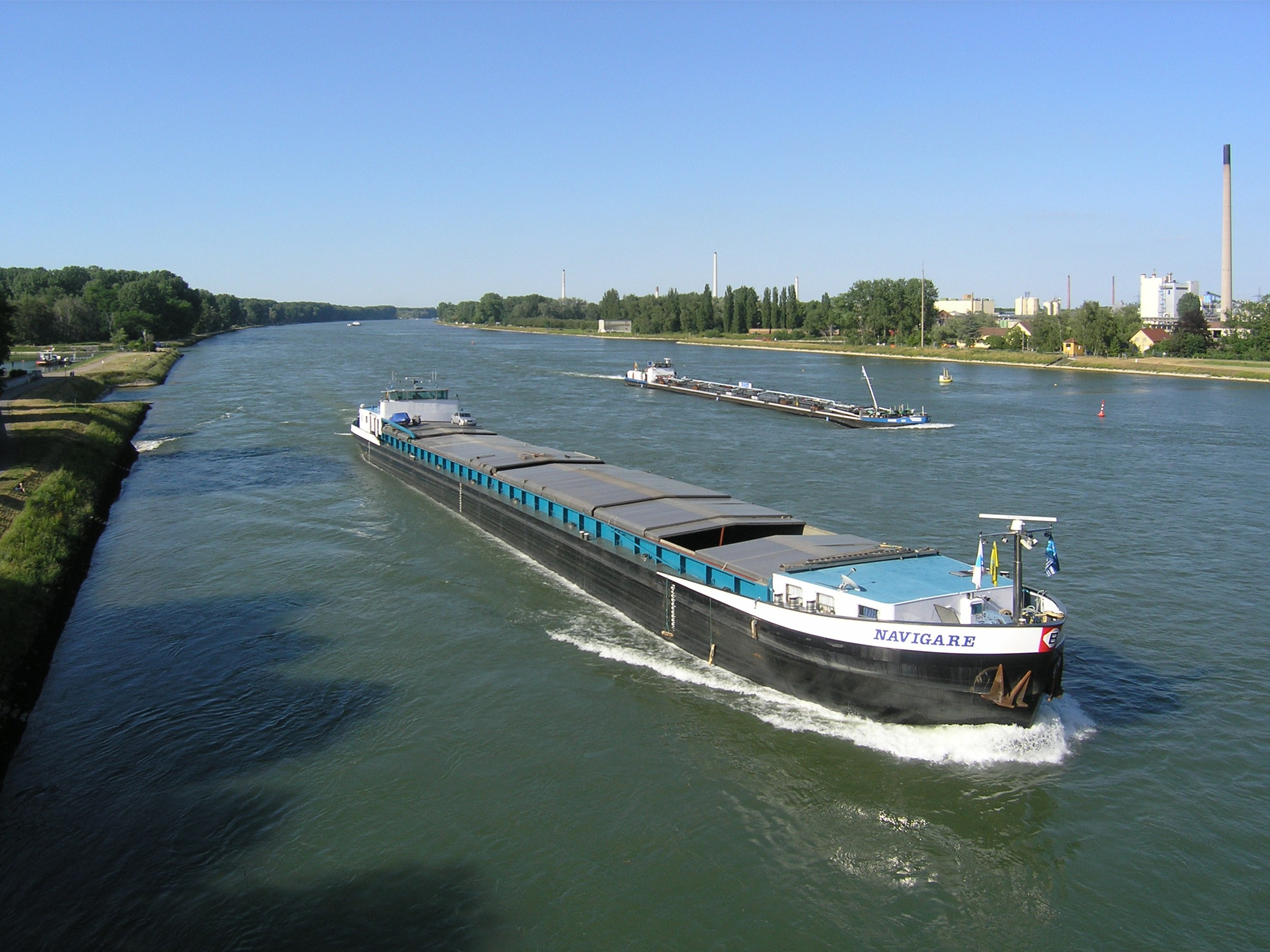
Rheinschifffahrt bei Karlsruhe

Die Rheinschifffahrt hat aufgrund der verkehrsstrategisch günstigen Lage des Rheins an und zwischen wichtigen Wirtschafts- und Industriegebieten Europas – nicht nur in der Neuzeit – eine lange und bedeutende Tradition. Heute gehört der Rhein zwischen Basel und seiner Mündung in die Nordsee zu den am stärksten befahrenen Wasserstraßen der Welt. Den Mittelrhein im Abschnitt zwischen Bingen und Sankt Goar passieren beispielsweise 50.000 Güterschiffe jährlich, am Niederrhein sind es noch mehr. Dementsprechend bestehen umfangreiche Bestimmungen und Abmachungen, die den Schiffsverkehr auf dem Rhein regeln, die durch die Zentralkommission für die Rheinschifffahrt koordiniert werden.

## Geschichte

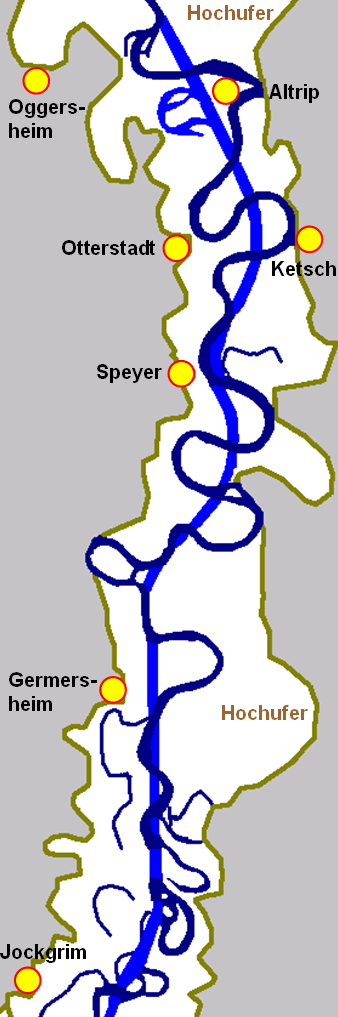
Ursprünglicher Plan für die Rheinbegradigung

Der Rhein war schon in der Römerzeit eine bedeutende Wasser- und Handelsstraße. Der damalige Flusshandel verwendete dort einen Flusskahntyp, der etwa 30 m lang und 9 m breit war sowie einen Tiefgang von etwa 70 cm hatte. Ein solches Schiff, das sowohl gerudert als auch gesegelt wurde, konnte eine Fracht von 100 bis 150 Tonnen transportieren. Um 13 v. Chr. wurde am Rhein die Classis Germanica aufgestellt, einer der größten Flottenverbände des Römischen Reichs. Personen und Güter wurden bis zur Erfindung des Dampfschiffs auf dem Niederrhein durch flachkielige Segelschiffe befördert. In Köln (Niederländer Ufer / Oberländer Ufer) wurden sie auf kleinere Lastkähne umgeladen, die dann durch Pferde oder durch Menschenkraft an Seilen vom Leinpfad aus an beiden Ufern getreidelt wurden. Bevor der Strom durch Wasserbaumaßnahmen gebändigt und vertieft wurde, war das Treideln zu Berg nicht immer einfach. Oft mussten schwierige, felsige Stellen auch umgangen werden. Umgangen wurden auch gerne die von den Territorialherren errichteten Zollschranken (Rheinzölle). Die Hochrheinschifffahrt zwischen Schaffhausen und Basel erreichte zu Beginn der Neuzeit ihren Höhepunkt.
Heute ist der Rhein für Massengüter und Containerschiffe der bevorzugte (weil billigste) Transportweg.
Nach dem Wiener Kongress trat 1816 in Mainz eine Kommission (die spätere Zentralkommission für die Rheinschifffahrt) zusammen, um für die Rheinschifffahrt eine gemeinsame Übereinkunft der Rheinuferstaaten zu erarbeiten. Mit der Rheinschiffahrtsakte vom 31. März 1831 (Mainzer Akte) wurde die Freiheit der Schifffahrt bis in das offene Meer garantiert, das Stapelrecht in Köln und Mainz abgeschafft und die Uferanliegerstaaten wurden verpflichtet, Schifffahrtshindernisse zu beseitigen. Um den Rhein überhaupt vernünftig schiffbar zu machen, wurde der Oberrhein ab 1817 begradigt. Mit der revidierten Rheinschiffahrtsakte Mannheimer Akte vom 17. Oktober 1868 wurde die Schifffahrt unter anderem von Gebühren und Abgaben freigestellt, die sich lediglich auf die Tatsache der Beschiffung gründen. Auch Rheinschifffahrtsgerichte wurden eingerichtet. Es wurde festgelegt, dass alle Signatarstaaten – und dazu zählten alle Rheinanrainer sowie Großbritannien – dieselben Gesetze und dieselben Zulassungskriterien für Transportmittel anwenden, und dass die Befahrbarkeit des Rheins von Basel flussabwärts sichergestellt werden muss. Wer beispielsweise ein neues Elektrizitätswerk planen würde, müsste eine kostenlose Umfahrungsmöglichkeit herstellen.
Die Zentralkommission für die Rheinschifffahrt ist seit 1920 im Palais du Rhin in Straßburg untergebracht. In ihr sind die Schweiz, Frankreich, Deutschland, die Niederlande und Belgien vertreten.
Auf dem schwierigen Fahrwasser der „Gebirgsstrecke“ von Sankt Goar bis Bingen am Rhein wurde bis in die 1980er Jahre jeweils ein ortskundiger Rheinlotse als Steuermann hinzugezogen. Auf der Strecke Mannheim bis Schleuse Iffezheim wird heute noch zeitweise mit Lotsen gefahren.
Im Februar 2024 begann auf dem Rhein in Deutschland die Einführung der ferngesteuerten kommerziellen Binnenschifffahrt.

## Schiffbarkeit
Von Breisach bis kurz vor Basel wird die Schifffahrt und der wesentliche Teil des Rheinwassers durch den vollständig auf französischem Gebiet liegenden Rheinseitenkanal geführt, der die Grenze bildende Restrhein hat für die Schifffahrt keine Bedeutung. Der Rhein ist auf Grund der baulichen Maßnahmen von Rotterdam bis Rheinfelden (dem im Aargau und dem in Baden-Württemberg) durchgängig problemfrei schiffbar. Oberhalb stehen an den Staustufen für die Kleinschifffahrt Slip- oder andere Umsetzungsanlagen, an den Kraftwerken Laufenburg und Eglisau Schleusen zur Verfügung für Fahrzeuge bis zu 2,20 m × 10 m, teilweise auch deutlich mehr. Oberhalb des Rheinfalls ist der Rhein bis zur Brücke bei Neuhausen am Rheinfall für jeden Schiffsverkehr gesperrt. Oberhalb der Rheinbrücke in Schaffhausen besteht in den Sommermonaten eine durchgehende Schiffsverbindung bis Konstanz. Das Stauwehr in Schaffhausen sorgt für einen gleichbleibenden Wasserstand bis Diessenhofen. Die Brücke bei Diessenhofen ist sehr niedrig, und manche Schiffe „versenken“ für die Durchfahrt die Führerkabine. Bis Stein am Rhein ist der Rhein nicht reguliert, daher nur je nach Wasserstand schiffbar. Auch der Bodensee ist schiffbar und bei Seglern sehr beliebt. Der Alpenrhein ist für die Schifffahrt gesperrt, der Alte Rhein ist aber auf zwei Kilometern von der Mündung bis Rheineck SG schiffbar.
In den 1950er und 1960er Jahren gab es Absichten, den Rhein bis nach Eglisau schiffbar zu machen. In Anbetracht dieser Planungen baute die Migrol ein unterirdisches Tanklager im Gebiet "Tössriederen". Die Schiffsanlegestelle wurde nie gebaut; und die Erdölprodukte wurden auf dem Straßenweg transportiert.

### Häfen
Die wichtigsten kommerziellen Rheinhäfen am Ober-, Mittel- und am Niederrhein sind: Basel, Straßburg, Kehl, Karlsruhe, Wörth am Rhein, Germersheim, Speyer, Ludwigshafen, Mannheim, Worms, Gernsheim, Mainz, Lahnstein, Koblenz, Bendorf, Andernach, Godorf/Wesseling, Köln-Niehl, Leverkusen, Dormagen, Neuss, Düsseldorf, Krefeld, Duisburg-Ruhrort, Orsoy, Walsum, Rheinberg, Wesel, Emmerich am Rhein, Nijmegen, Dordrecht und Rotterdam.

### Kanalverbindungen zu anderen Flüssen

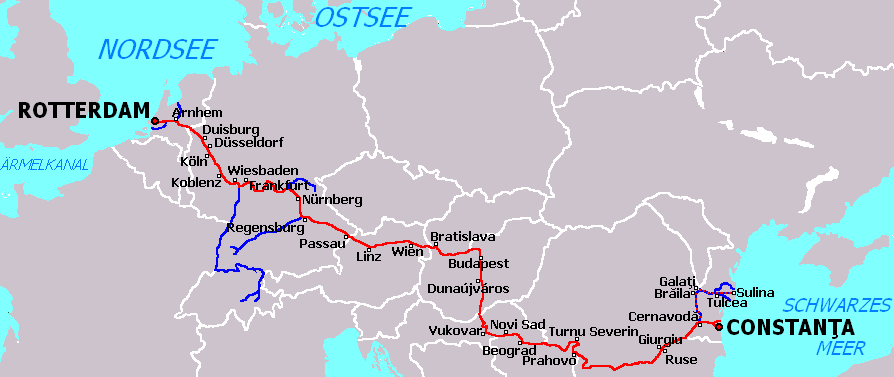
Die Schifffahrtsroute Rotterdam–Constanța ist die kürzeste schiffbare Verbindung zwischen der Nordsee und dem Schwarzen Meer über Rhein, Main, Main-Donau-Kanal, Donau und Donau-Schwarzmeer-Kanal

Der Rhein hat über Kanäle Verbindungen zu anderen Flüssen:
- Der Rhein-Rhône-Kanal zweigt zwischen Kembs und Niffer vom Rheinseitenkanal ab. Seit Mitte der 1990er Jahre ist er von da bis Mülhausen für Europaschiffe befahrbar, dieser Abschnitt wird gelegentlich auch als Mühlhauser Kanal (Canal de Mulhouse) bezeichnet. Bis zu einer Umstrukturierung Anfang der 1960er Jahre bestanden auch Verbindungen nach Mülhausen über den Hüningen-Kanal ab dem gleichnamigen Ort sowie aus den Räumen Neu-Breisach und Straßburg. Diese sind mittlerweile in Teilstrecken stillgelegt. So noch vorhanden sind nur noch für den Tourismus interessant.
- Der Rhein-Marne-Kanal (Canal de la Marne au Rhin) verbindet mit zwei Kanaltunneln über zwei Wasserscheiden Straßburg über Mosel und Marne mit der Seine bei Paris, nur noch für Sportboote und kleinere Schiffe geeignet
- Ab Duisburg verbindet der Rhein-Herne-Kanal und ab Wesel der Wesel-Datteln-Kanal den Rhein über weitere Kanal- und Flusssysteme mit Ems, Weser, Elbe und Oder.
- Die Maas bei Venlo sollte 1626 mit der Fossa Eugeniana ab Rheinberg und 1809 nach dem Willen Napoleons durch den Nordkanal ab Neuss angeschlossen werden. Beide Projekte wurden angefangen aber nicht fertiggestellt.
- In Nijmegen (km 887,1) zweigt der Maas-Waal-Kanal ab.
- Ab Tiel (km 913,5) verbindet der Amsterdam-Rhein-Kanal die Waal mit Amsterdam.
- Bei km 926,1 besteht über den Kanal von Sint Andries eine Verbindung zur Maas.
- Bei Woudrichem (km 925,5) ist die Zufahrt zur Afgedammte Maas.
- In Gorinchem (km 955,5) zweigt der Merwede-Kanal zum Amsterdam-Rhein-Kanal ab.

### Pegel

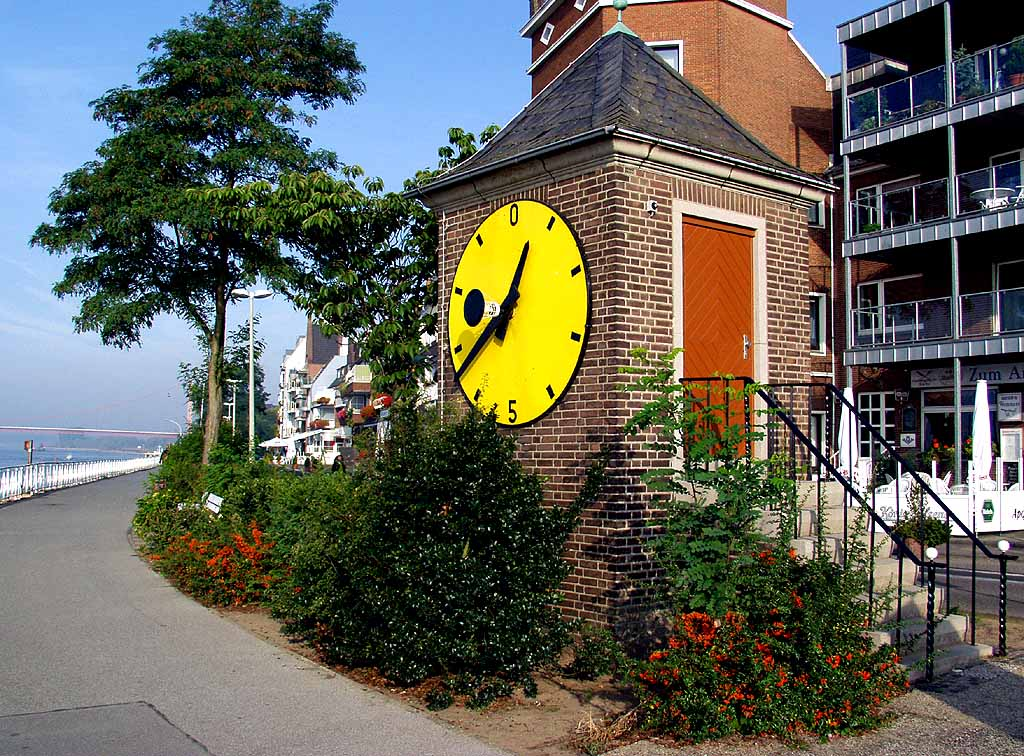
Pegeluhr in
Emmerich am Rhein

Die aktuellen Wasserstände werden regelmäßig an den Rhein-Pegeln abgerufen. Die Messwerte werden an die zuständigen Wasser- und Schifffahrtsämter und -direktionen sowie an die Bundesanstalt für Gewässerkunde in Koblenz übertragen. Für jedermann zugänglich sind außerdem automatische Anrufbeantworter (in Deutschland: Ortsvorwahl plus 19429) bereitgestellt, über die Rheinschiffer und die Bevölkerung die Pegelstände und deren Tendenz erfahren können.
Die Wasserstände und weitere Informationen bieten im Internet das elektronische Wasserstraßen-Informationssystem. und Pegelonline.

#### Wasserstände
Für die Beurteilung der Fahrrinnenverhältnisse gilt der Gleichwertige Wasserstand (GlW) an einer Reihe von Richtpegeln. Die gleichwertigen Wasserstände sind die Wasserstände, die bei als gleichwertig festgelegten Abflüssen längs einer Flussstrecke auftreten. Sie stellen einen Niedrigwasserstand dar, der im langjährigen Mittel an zwanzig eisfreien Tagen im Jahr an den jeweiligen Richtpegeln unterschritten wird. Wegen der natürlichen Strombettveränderungen (Ablagerungen oder Erosionen) wird der GlW alle zehn Jahre von der Zentralkommission für die Rheinschifffahrt (ZKR) neu festgelegt. Zurzeit gelten die gleichwertigen Wasserstände von 2012. Die niederländischen Behörden bestimmen den GlW für ihre Pegel selbst in Absprache mit den deutschen Behörden.
Die Wasserstraßen- und Schifffahrtsverwaltung des Bundes ist bestrebt, folgende auf den GlW 2012 bezogene Fahrrinnentiefen zu halten, wiederherzustellen oder sogar zu verbessern:
- ab Krefeld (km 763,0) zu Tal 2,80 m
- ab Krefeld zu Berg bis Koblenz (Moselmündung) (km 592,2) 2,50 m
- von Koblenz (Moselmündung) bis St. Goar (km 557,0) 2,10 m
- von St. Goar bis Budenheim-Niederwalluf (km 508,0) 1,90 m 1 und
- von Budenheim-Niederwalluf bis Schleuse Iffezheim (km 334,0) 2,10 m

Gleichwertige Wasserstände 2012 [cm] an den Richtpegeln:
| Pegel                 | GlW 2012 |
| --------------------- | -------- |
| Basel-Rheinhalle (CH) | 499      |
| Maxau                 | 369      |
| Speyer                | 241      |
| Mannheim              | 160      |
| Worms                 | 72       |
| Mainz                 | 168      |
| Oestrich              | 87       |
| Bingen                | 100      |
| Kaub                  | 78       |
| Koblenz               | 78       |
| Andernach             | 93       |
| Bonn                  | 141      |

| Pegel                     | GlW 2012 |
| ------------------------- | -------- |
| Köln                      | 139      |
| Düsseldorf                | 97       |
| Ruhrort                   | 233      |
| Wesel                     | 177      |
| Rees                      | 120      |
| Emmerich am Rhein         | 84       |
| Lobith (NL)               | 739      |
| Pannerdense Kop/Waal (NL) | 713      |
| Nijmegen/Waal (NL)        | 523      |
| Tiel/Waal (NL)            | 258      |
| IJsselkop/Nederrijn (NL)  | 694      |

Die wichtigsten Schifffahrtspegel am Rhein sind: Konstanz, Rheinfelden, Basel-Rheinhalle, Iffezheim, Maxau, Speyer, Mannheim, Worms, Mainz, Oestrich, Bingen, Kaub, Koblenz, Andernach, Oberwinter, Bonn, Köln, Düsseldorf, Duisburg-Ruhrort, Wesel, Rees, Emmerich am Rhein, Lobith, Pannerdense Kop, IJsselkop, Nijmegen Hafen, Tiel, Zaltbommel, Vuren, Krimpen, Dordrecht und Rotterdam.

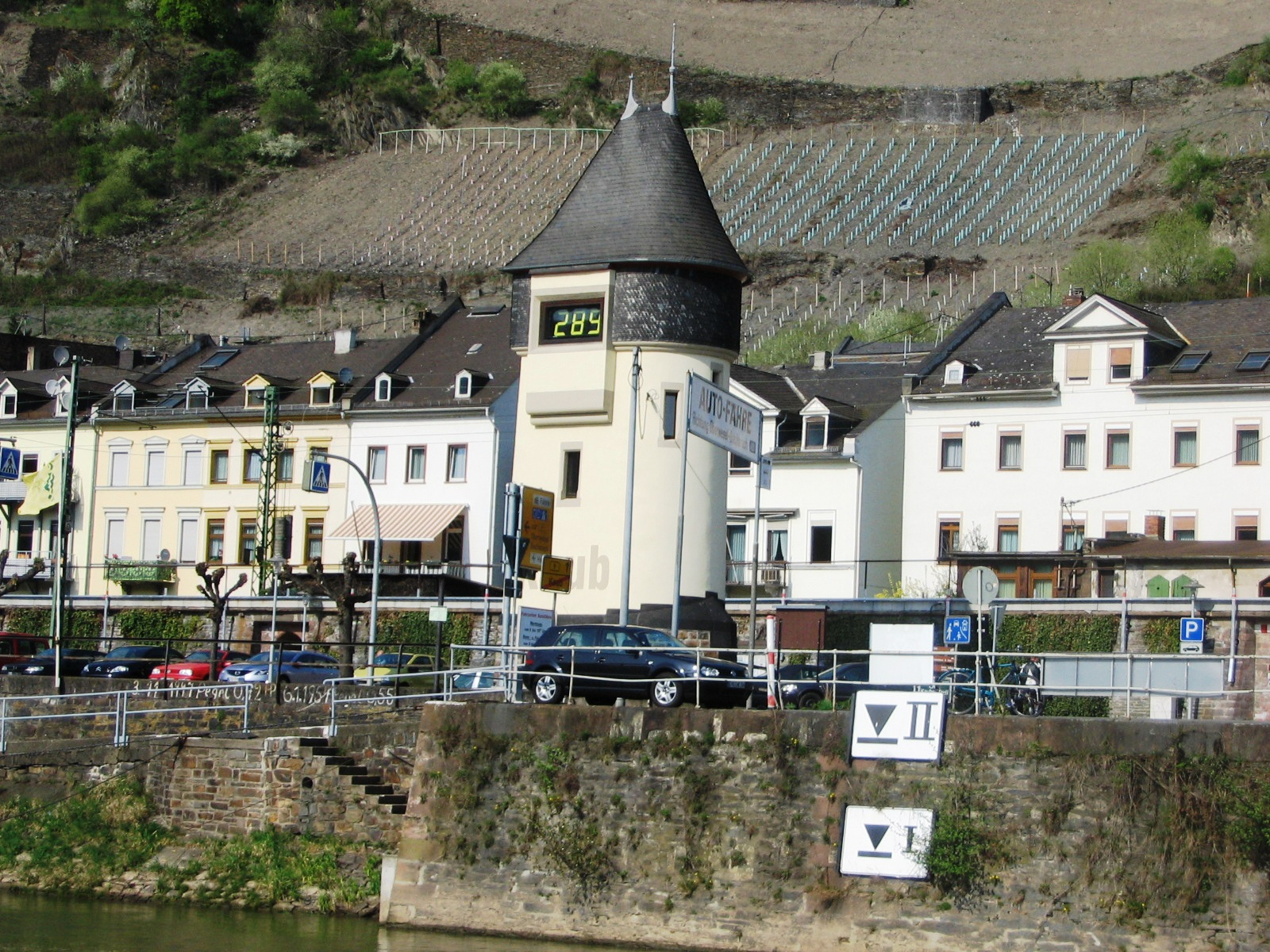
Pegel Kaub mit Pegelturm und Hochwassermarken

Die für die Schifffahrt innerhalb der freifließenden Rheinstrecke wichtigsten Pegel sind Maxau, Kaub und Duisburg-Ruhrort. Duisburg ist relevant für die Strecke bis Koblenz, Kaub und Maxau für südliche Bestimmungsorte. Schiffe, die in den Wesel-Datteln-Kanal einfahren, rechnen mit dem Weseler Pegel. Die Wasserstände an den Pegeln (umgangssprachlich auch kurz: Pegelstände) sind wichtig für die Ladetiefe und damit die Tauchtiefe bei Niedrigwasser. Man lädt so beispielsweise 80 bis 120 cm auf den Pegel Kaub je nach Risikobereitschaft. Gegebenenfalls muss ein Hafen angelaufen werden, um das Schiff zu leichtern. Für die Bergfahrt auf dem Mittelrhein war dies zum Beispiel bis in die 1970er Jahre in Bad Salzig für Tankschiffe möglich (Zollleichterstelle Bad Salzig) und in St. Goarshausen für sonstige Ladungen; heute hat diese Praxis an Bedeutung verloren. Wenn die Schiffe nicht mehr die volle Ladung transportieren können, verteuert sich die Fracht. Deshalb wird bei bestimmten Wasserständen an den Pegeln Duisburg-Ruhrort, Köln und Kaub in der Frachtschifffahrt ein Kleinwasserzuschlag (Kwz) erhoben:
- Kwz. Pegel Kaub ab 150 cm für südliche Häfen
- Kwz. Pegel Köln ab 195 cm für Häfen zwischen Koblenz und Köln
- Kwz. Pegel Duisburg-Ruhrort ab 270 cm für Häfen nördlich Köln bis Duisburg
- Kwz. Pegel Emmerich ab 70 cm für alle von Duisburg rheinabwärts liegende Häfen.

Alle Schifffahrtspegel am Rhein weisen eine Hochwassermarke I und II aus. Bei der Hochwassermarke I müssen sich laut Rheinschifffahrtspolizeiverordnung (RheinSchPV), um Schäden an den Ufern zu vermeiden, alle Fahrzeuge, mit Ausnahme der Kleinfahrzeuge ohne Maschinenantrieb, in der Talfahrt möglichst in der Fahrwassermitte und in der Bergfahrt im mittleren Drittel des Stromes halten. Als Breite des Stromes gilt der Abstand zwischen den Uferlinien. Beim Fahren einschließlich des Überholens sind höchstens bis zu zwei Schiffs- oder Verbandsbreiten zulässig. Die Höchstgeschwindigkeit der Fahrzeuge darf gegenüber dem Ufer 20 km/h nicht überschreiten. Es dürfen innerhalb des entsprechenden Streckenabschnitts nur solche Fahrzeuge ihre Fahrt fortsetzen, die mit einer Sprechfunkanlage ausgerüstet sind. Dies wird von der Wasserschutzpolizei überwacht. Bei Erreichen der Hochwassermarke II wird im betreffenden Bereich die Schifffahrt komplett gesperrt (die entsprechenden Hochwassermarken sind z. B. bei Pegel Köln beschrieben).

#### Fahrrinnentiefen
Die angestrebten Wassertiefen sind nicht immer vorhanden. Es ist dabei zu beachten, dass diese Tiefen sich nicht auf die ganze Strombreite, sondern nur auf die Fahrrinne erstrecken, so dass größere Schubverbände bei tiefer Abladung vermeiden müssen, den Grenzen der Fahrrinne zu nahe zu kommen oder sie zu überschreiten. Die zuständige Wasser- und Schifffahrtsdirektion gibt in gewissen Zeitabständen, sobald sich wesentliche Veränderungen ergeben, bekannt, welche geringsten Wassertiefen auf einzelnen Teilstrecken durch Peilungen festgestellt wurden.
Beim Abladen der Schiffe ist stets darauf zu achten, dass die nach den Pegelablesungen und den Bekanntmachungen der Wasser- und Schifffahrtsdirektionen sich ergebende Fahrrinnentiefen nur die vorgehaltenen Tiefen, nicht aber die größte zulässige Tauchtiefe der Schiffe angeben; diese ist je nach der Beschaffenheit der Flusssohle (Fels oder Kies), der Bauform der Fahrzeuge, der Menge der Ladung, der Höhe und Tendenz der Wasserstände, in jedem Fall geringer anzunehmen als die Sohlentiefe. Die Wasser- und Schifffahrtsverwaltung des Bundes lehnt es grundsätzlich ab, den Schifffahrttreibenden irgendwelche Vorschriften oder Ratschläge für das Maß der Abladung zu geben.
Der Schiffsführer muss aufgrund von §§ 1.04 und 1.06 der RheinSchPV unter Beachtung aller Umstände, insbesondere des Tiefgangs während der Fahrt (Absenkung durch Schraubensog) und der möglichen Gefahr in Verbindung mit der Ladung, den Tiefgang seines Schiffes in eigener Verantwortlichkeit bestimmen.
Die Zuständigkeit der Beamten der „zuständigen Behörde“ (Wasserschutzpolizei oder Wasser- und Schifffahrtsamt), den Schiffern gemäß § 1.19 RheinSchPV diesbezüglich Weisungen zu erteilen, bleibt davon unberührt. So können zu tief abgeladene Fahrzeuge, die die Sicherheit, Ordnungsmäßigkeit und den zügigen Ablauf der Schifffahrt gefährden, gegebenenfalls an der Weiterfahrt gehindert werden.
Bei Fahrgastschiffen lässt sich der Tiefgang kaum beeinflussen. Der Schiffsführer entscheidet eigenverantwortlich, ob bei Niedrigwasser die für sein Fahrzeug erforderliche Fahrrinnentiefe noch gegeben ist. Im Jahr 2003 gab es in der Personenschifffahrt bei extremem Niedrigwasser einen spektakulären Schiffsunfall auf dem Rhein wegen Grundberührung.

### Schleusen am Hoch- und Oberrhein

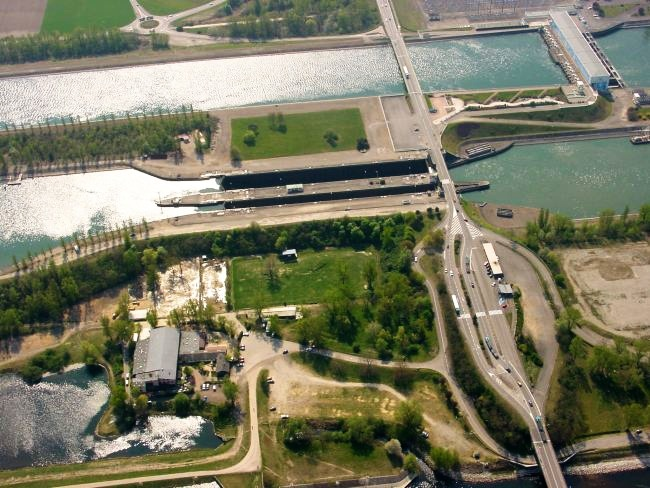
Kanalstufe Vogelgrün im Rheinseitenkanal

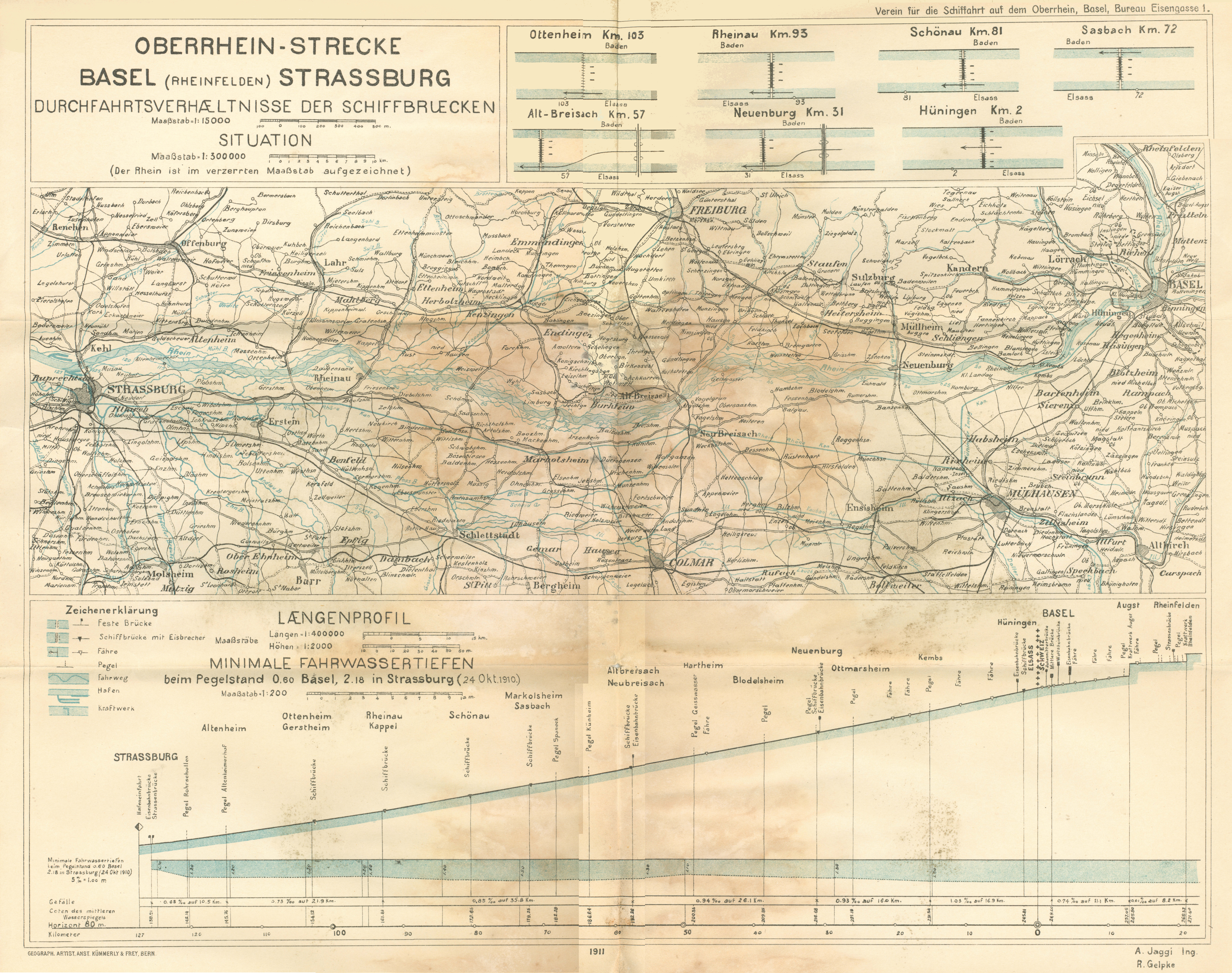
Oberrhein-Strecke Durchfahrtsverhältnisse der Schiffbrücken 1911

Von Augst bis Birsfelden (Hochrhein) und von Kembs bis Iffezheim (Oberrhein) hat der Rhein 12 Fallstufen.
| Name             | Rhein-km | Schleusenabmessungen (m)          | Fallhöhe (m)  |
| ---------------- | -------- | --------------------------------- | ------------- |
| Augst (CH)       | 155,50   | 110,00 × 11,45                    | 4,63 bis 6,65 |
| Birsfelden (CH)  | 163,43   | 187,50 × 11,45 und 180,00 × 11,45 | 5,91 bis 9,28 |
| Kembs (F)        | 179,10   | 185,00 × 22,80 und 186,50 × 22,80 | 14,26         |
| Ottmarsheim (F)  | 193,64   | 185,00 × 22,80 und 185,00 × 12,50 | 15,50         |
| Fessenheim (F)   | 210,51   | 185,00 × 22,80 und 185,00 × 12,50 | 15,70         |
| Vogelgrün (F)    | 224,54   | 185,00 × 22,80 und 185,00 × 12,50 | 12,30         |
| Marckolsheim (F) | 239,88   | 185,00 × 22,80 und 185,00 × 12,50 | 13,20         |
| Rhinau (F)       | 256,15   | 185,00 × 22,80 und 185,00 × 12,50 | 13,30         |
| Gerstheim (F)    | 272,23   | 185,00 × 22,80 und 185,00 × 12,50 | 11,75         |
| Straßburg (F)    | 287,36   | 185,00 × 22,80 und 185,00 × 12,50 | 13,25         |
| Gambsheim (F)    | 308,83   | 270,00 × 22,80 und 270,00 × 22,80 | 10,35         |
| Iffezheim (D)    | 334,00   | 270,00 × 24,00 und 270,00 × 24,00 | 10,30         |

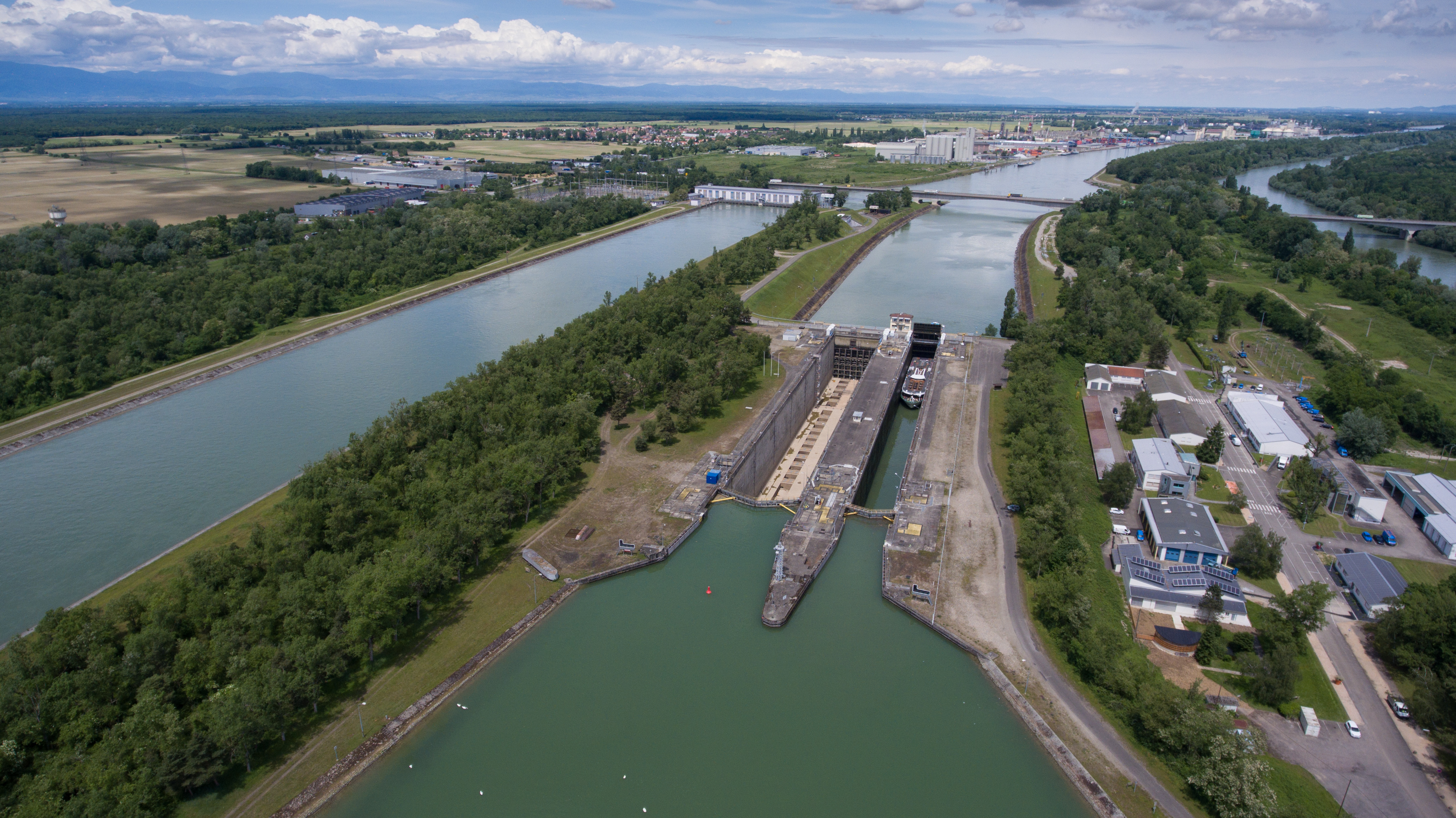
Schleuse Ottmarsheim
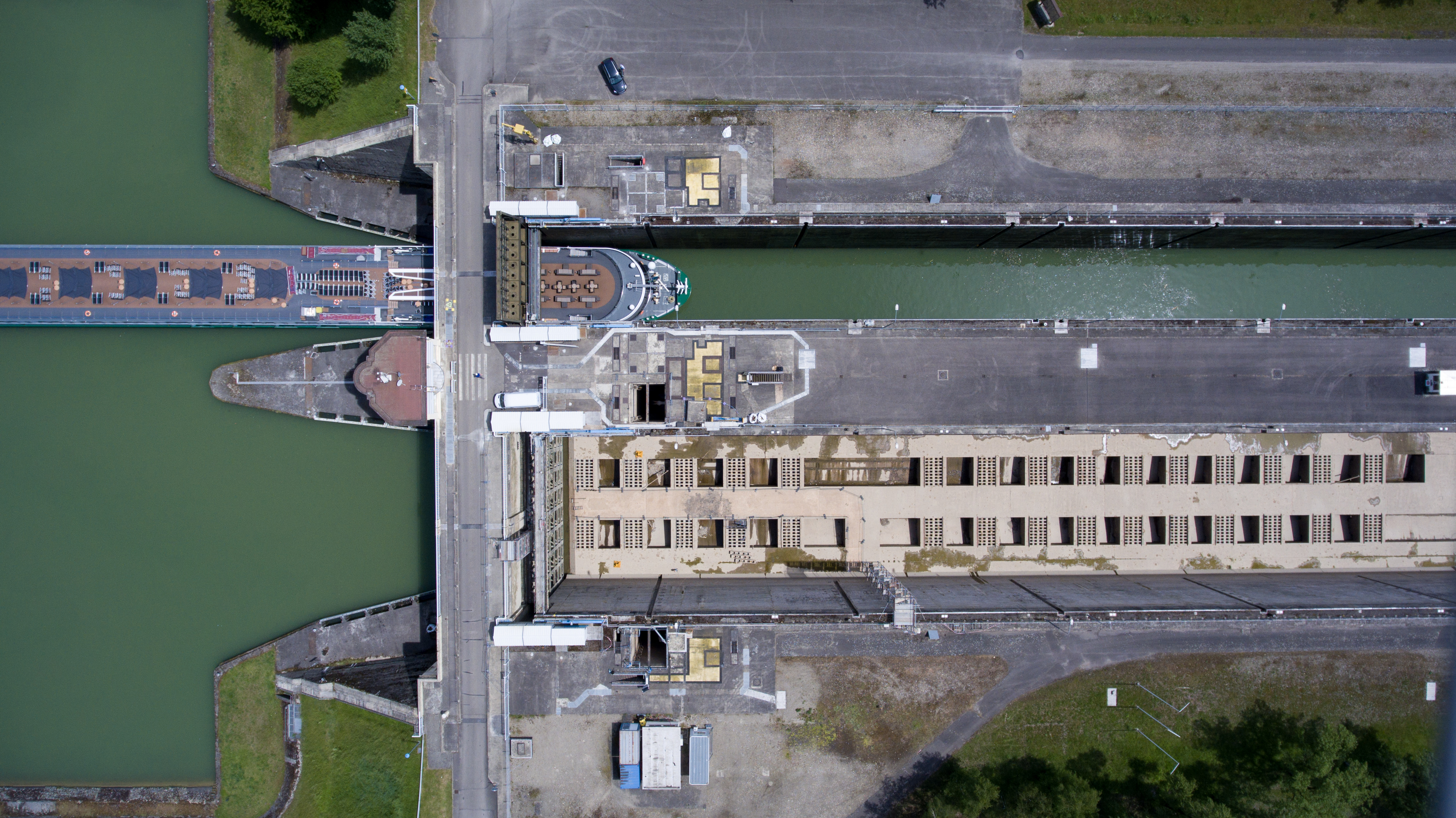
Schleuse Ottmarsheim
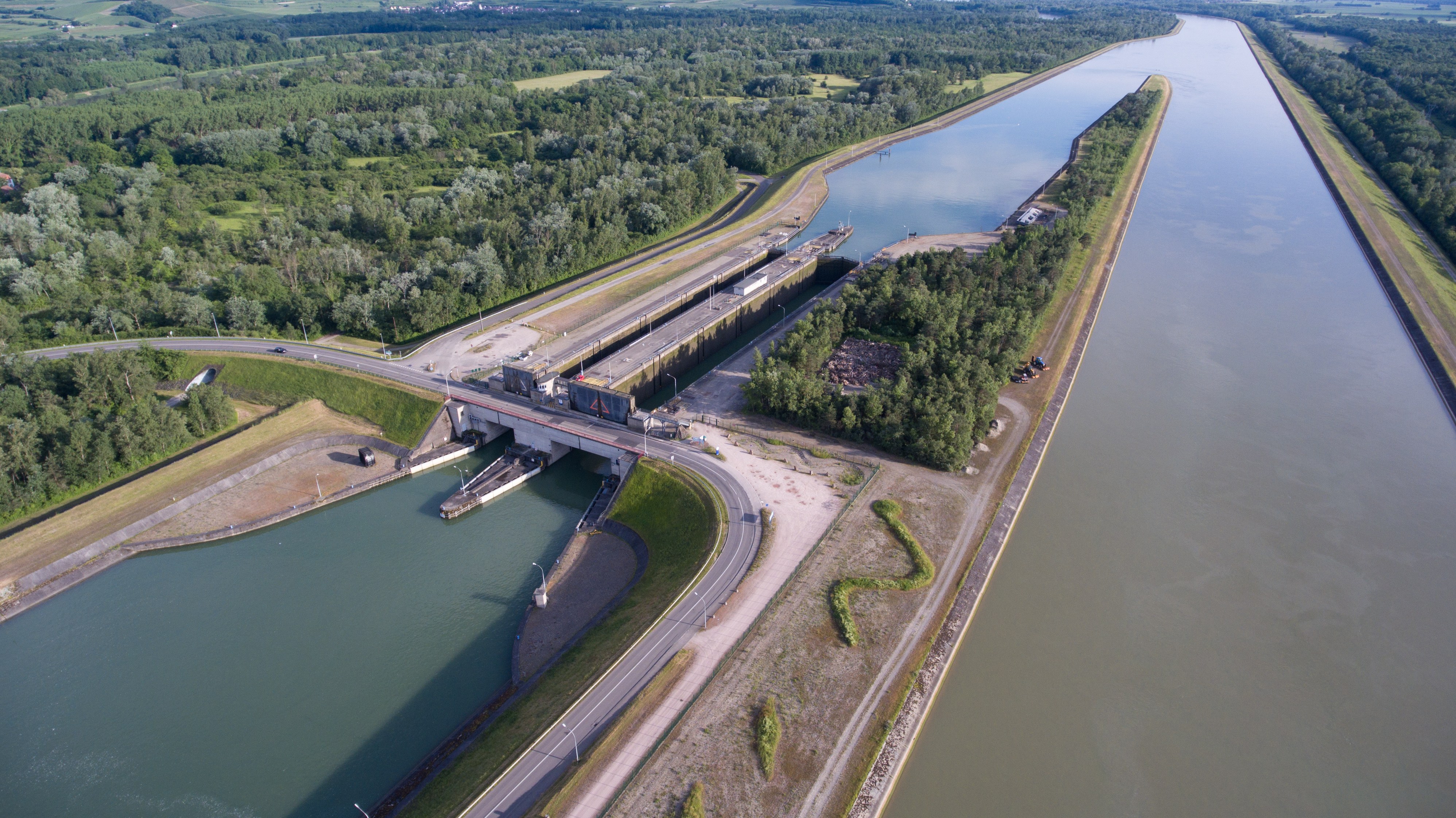
Schleuse Marckolsheim
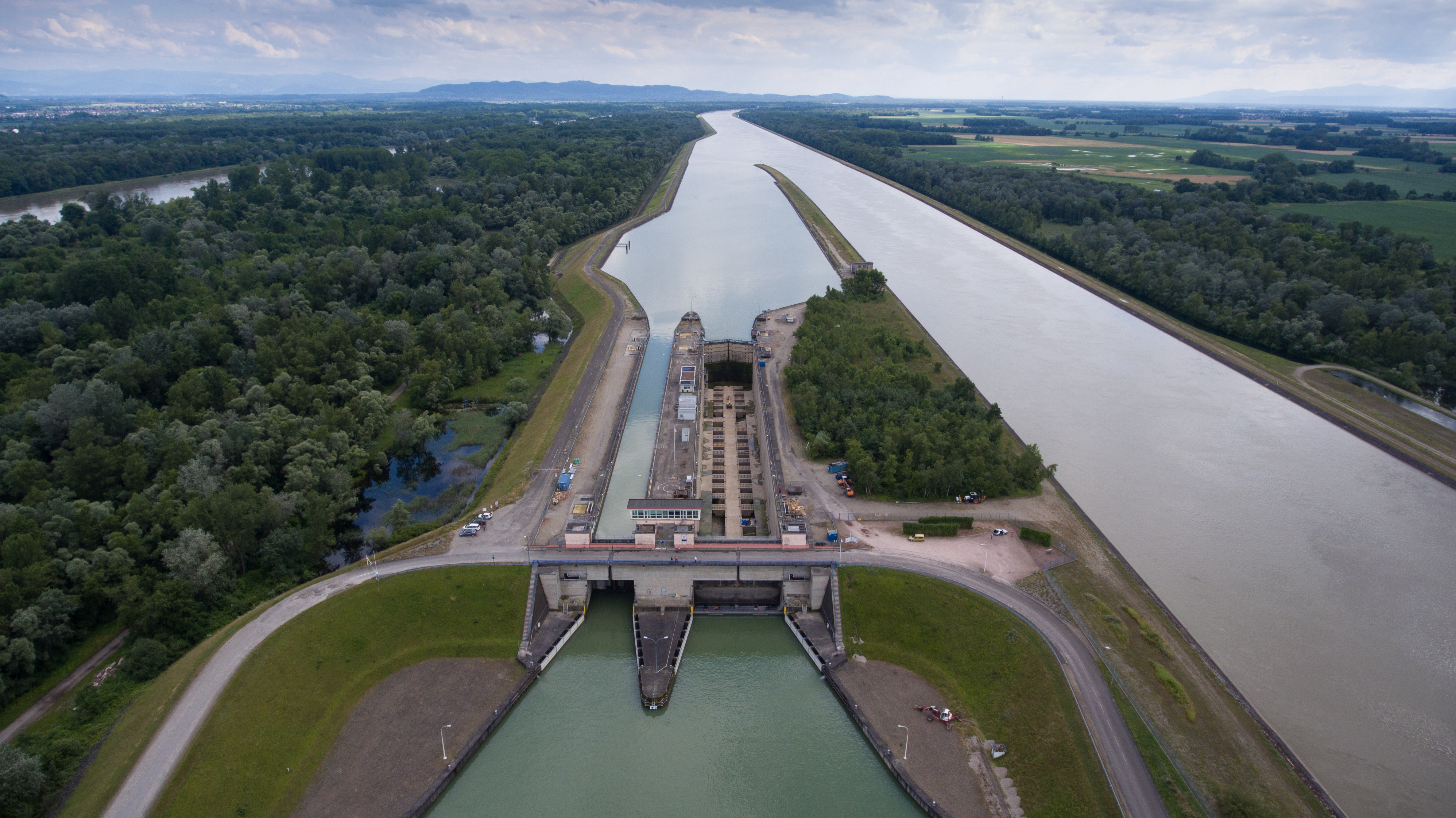
Schleuse Rhinau

## Wahrschau und Verkehrsregeln

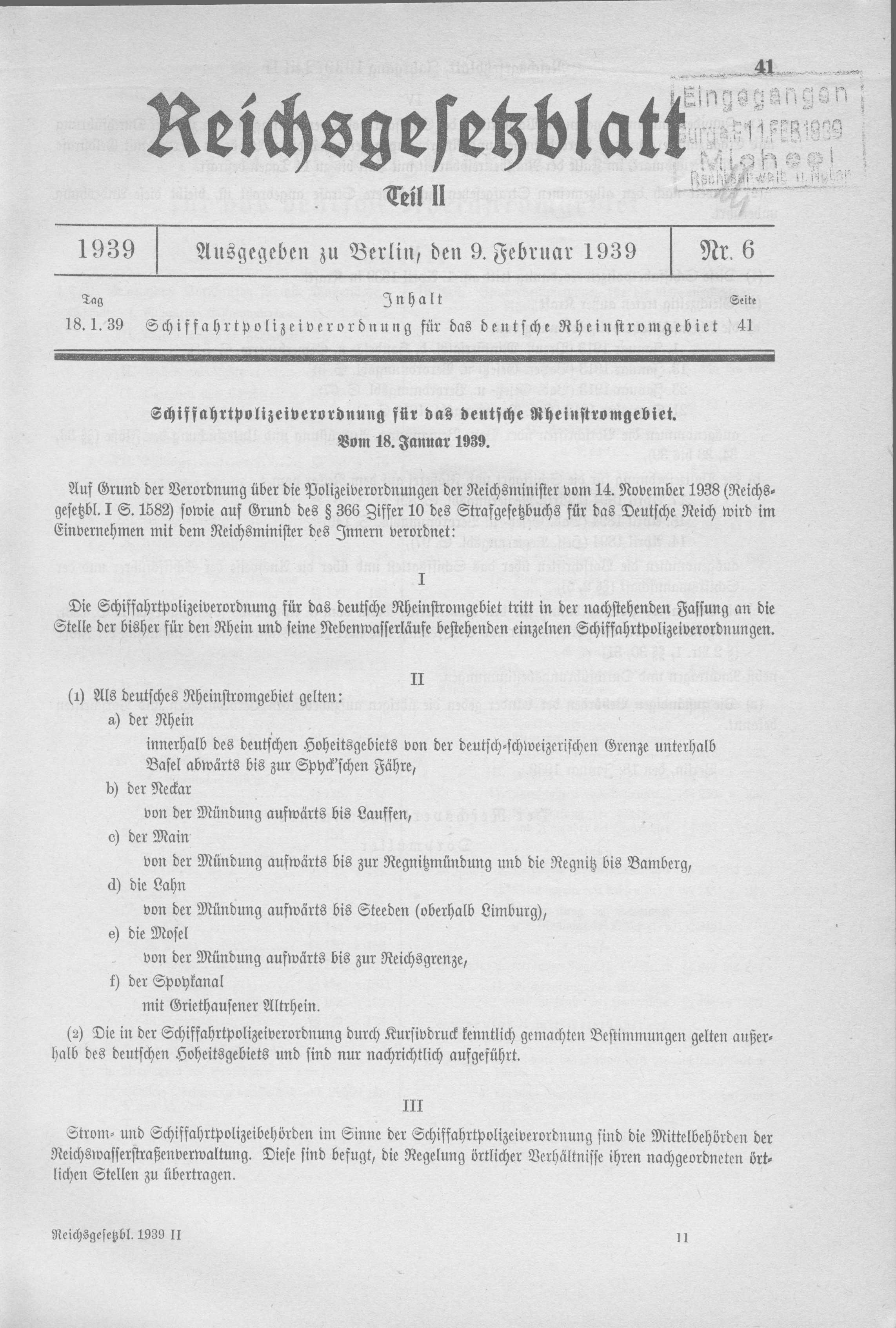
Schiffahrtpolizeiverordnung für das deutsche Rheinstromgebiet vom 18. Januar 1939

Wahrschau bedeutet in der Fachsprache der See- und Binnenschifffahrt so viel wie „Achtung“ oder „Vorsicht“. Das Wort ist verwandt mit dem niederländischen Wort waarschuwing ‚Warnung‘.

### Schifffahrtspolizeiliche Wahrschau

#### Feste Wahrschauzeichen

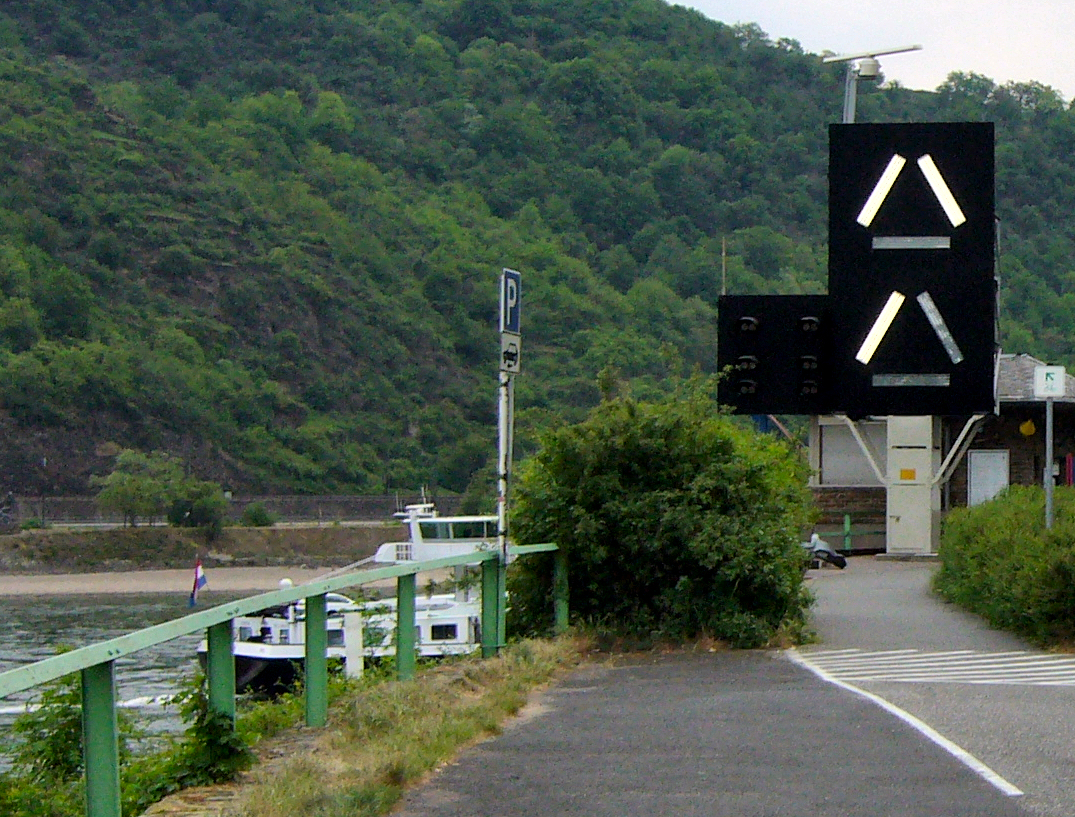
Signalstelle E „An der Bank“ bei St. Goar für die Bergfahrt

Auf der 5 km langen, tief eingeschnittenen, stark gewundenen und engen Rheinstrecke zwischen Oberwesel und St. Goar muss eine Begegnung bestimmter Fahrzeuge in den Kurven vermieden werden. Da für die Schiffe weder ausreichender Sichtkontakt noch störungsfreier Sprechfunkverkehr möglich ist, sind seit 1972 am Ufer Signalstellen zur Lichtwahrschau eingerichtet, das heißt zur Regelung des Schiffsverkehrs mithilfe von Lichtsignalen. Für die Talfahrt gibt es die Signalstellen A Am Ochsenturm bei Oberwesel und B „Am Kammereck“, für die Bergfahrt E „An der Bank“ bei St. Goar, D „Gegenüber der Loreley“ und C „Am Betteck“. Seit 1997 werden die Lichtsignale zentral von der Revierzentrale Oberwesel, als Organ der Schifffahrtspolizeibehörde des Bundes, mithilfe von vier Landradarstationen geschaltet (§ 12.02 RheinSchPV).

#### Schwimmende Wahrschauzeichen

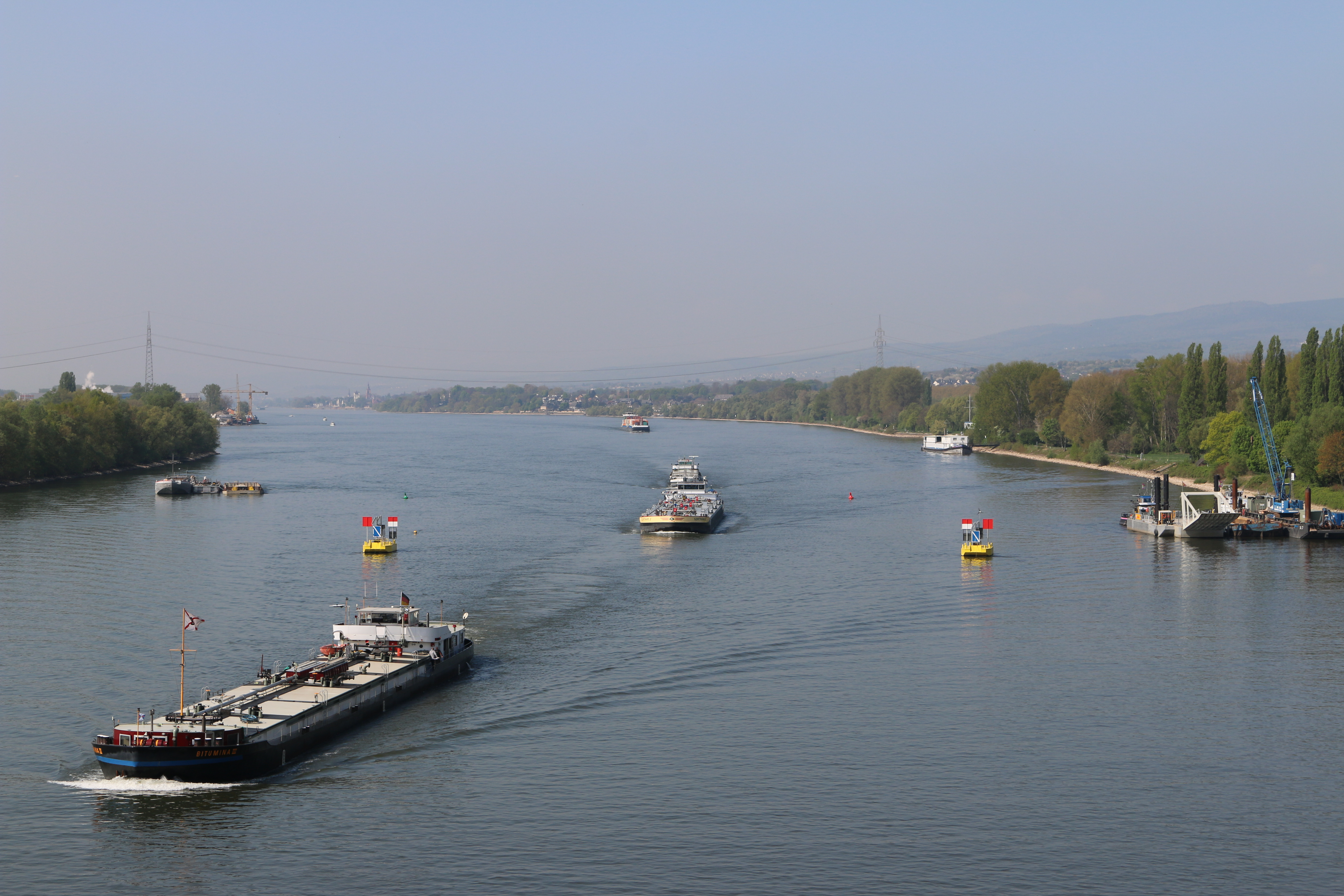
Frachtschiffe fahren in die Baustelle der Schiersteiner Brücke bei Wiesbaden, die passierbare Fahrstrecke ist mit Wahrschauflößen gekennzeichnet

An besonderen Gefahrenstellen vorübergehender Art, wie bei Schiffsunfällen, Baggerarbeiten oder zeitweiligen Fehltiefen, werden Wahrschauflöße verankert. Wahrschauflöße sind gelb angestrichene, etwa 5 × 3 Meter große Schwimmkörper mit Vorrichtungen zum Anbringen von Schifffahrtszeichen bei Tag und Nacht zur Verkehrsregelung mit den Zeichen „Keine Durchfahrt“ und „Durchfahrt frei“ (§ 6.08 RheinSchPV). Gegebenenfalls wird der Verkehr zusätzlich noch von der Wasserschutzpolizei des Landes im Auftrag des Bundes überwacht.

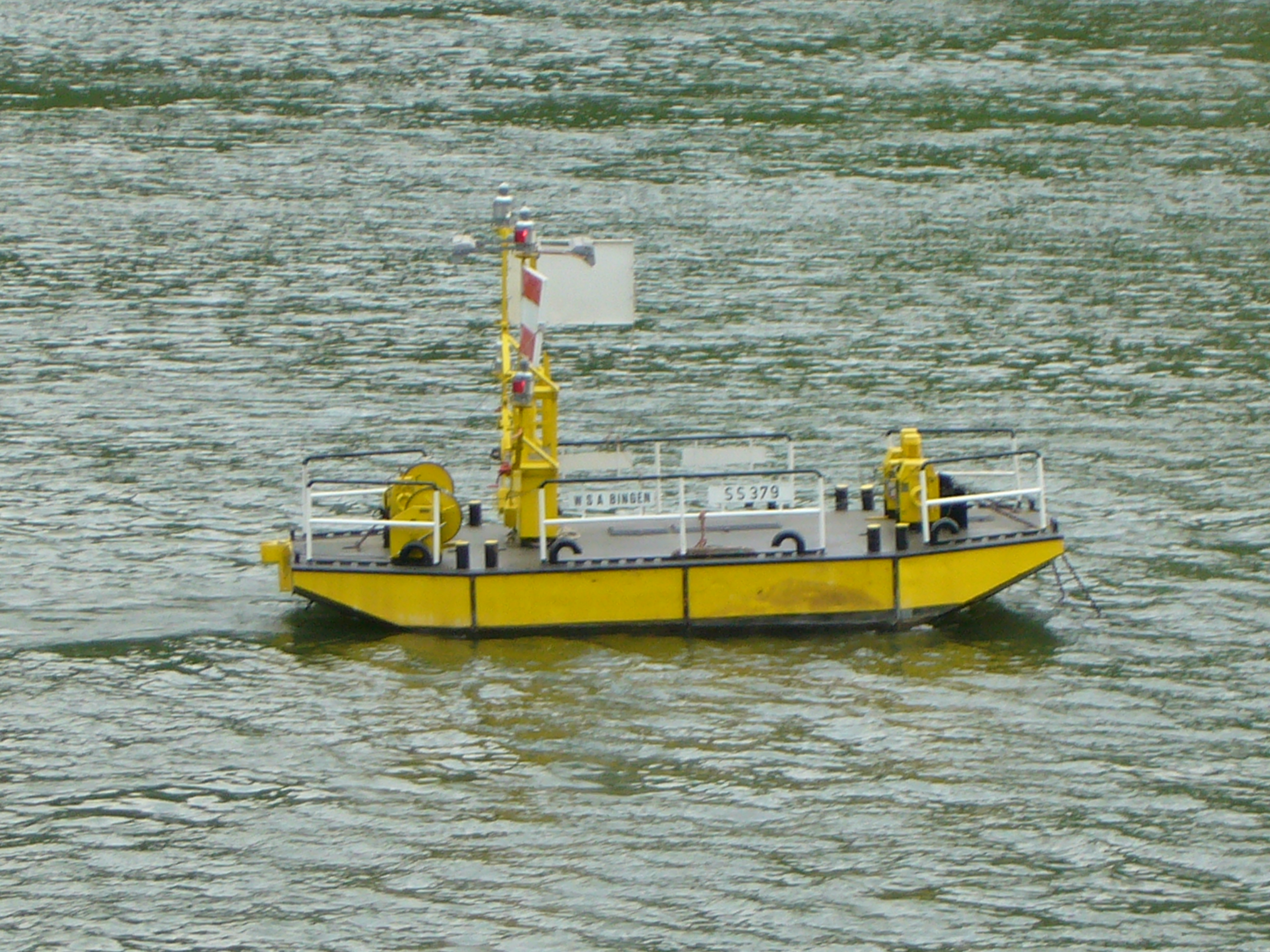
Wahrschaufloß

### Private Wahrschauer oder Orderstationen
Private Wahrschauer erfragen oder erkunden die Schiffspositionen. Gegen Entgelte werden diese Informationen weitergegeben an die entsprechenden Speditionen oder Reedereien. Beispiel: Unterwegs wird die Ladung verkauft, sie hat nun einen anderen Eigentümer und möglicherweise einen neuen Zielhafen. Oder: Die Reedereien wollen wissen, wann ihr Schiff wo ist. Am gesamten Rhein, von Mothern bis nach Dordrecht, waren bis in die 1970er Jahre hinein von ehemals rund 30 Orderstationen nur noch wenige erhalten, am Niederrhein von ehemals neun nur noch eine. Die modernen Kommunikationsmöglichkeiten machen eine „neue Order“ überflüssig.

### Verkehrsregeln
Auf dem Rhein gelten detaillierte Verkehrsregeln. Ohne diese wäre ein solch dichter Verkehr unterschiedlichster Fahrzeuge nicht möglich. Die Regeln enthält die Rheinschifffahrtspolizeiverordnung (RheinSchPV), die „Straßenverkehrsordnung“ für den Rhein, die von der Zentralkommission für die Rheinschifffahrt erarbeitet und von den Uferstaaten in ihr eigenes, nationales Recht übernommen wird. Die wichtigsten davon sind:
- Ab Rheinkilometer 769 (Duisburg-Ehingen) bis zur deutsch-niederländischen Grenze findet die „geregelte Begegnung“ statt (Begegnung Backbord an Backbord), die Talfahrt geht dabei am rechten Ufer zu Tal, die Bergfahrt am linken Ufer zu Berg.
- Oberhalb des Rheinkilometers 769 weist die Bergfahrt der Talfahrt den Weg. Hier wechseln Talfahrt und Bergfahrt die Seiten je nach Verlauf der Fahrrinne. Begegnen sich hierbei zwei Schiffe an Steuerbord („Linksverkehr“), wird rechts (Steuerbord) eine blaue quadratische Tafel ausgeklappt. Diese Tafel ist gekoppelt mit einem weißen Funkellicht (Blinklicht) für die Nachtfahrt.
- Weiterhin gibt es die „geregelte Begegnung“ von der Neckarmündung (km 428,2) bis Lorch (km 540,2), und danach gilt bis km 556,0 ein „Rechtsfahrgebot“, das heißt, die Mittellinie der Fahrrinne darf nicht überfahren werden.
- Zur Kennzeichnung ist der Schiffsname und eine 7-stellige amtliche Schiffsnummer oder neu eine 8-stellige europäische Schiffsnummer (ENI) am Heck angebracht. Der Name des Heimat- oder Registerortes ist entweder auf beiden Seiten oder am Heck des Schiffes angebracht. Beidseitig am Bug steht nur der Name des Schiffes. An den Längsseiten kommen noch die Angaben für die Größe (Tonnage), Länge und Breite hinzu.
- Die Tiefgangsanzeiger, eingeteilt in Dezimeter, stehen links und rechts an der Bordwand.
- Oberhalb der genannten Anzeigen sind die Einsenkungsmarken oder die „Eichmarke“ angebracht.
- Die Flagge des Heimatlandes wird am Heck gesetzt, die Reedereiflagge, auch genannt die „Fahrflagge“, am vorderen Mast.
- Blaue Signallichter oder „blaue Kegel“ weisen auf die Beförderung gefährlicher Güter (nach ADNR) bei Tankschiffen oder Trockenfrachtern hin.
- Signallaternen: Topplicht vorne weiß, Backbordlicht rot und Steuerbordlicht grün, an den Seiten des Steuerhauses. Hecklicht weiß, achtern am Heck.
- Bei Havarie wird eine rot-weiße Flagge gesetzt.
- Schleppverbände werden mit einer gelb-schwarzen Tonne und einem gelben Ball gekennzeichnet.

Die Einhaltung dieser Regeln wird von den Schifffahrtspolizeibehörden der jeweiligen Länder überwacht.
Deutschland und Frankreich haben für die Strecke auf dem Oberrhein, auf der der Rhein die Grenze zwischen beiden Ländern bildet, im Jahr 2000 eine Zusammenarbeit bei der Wahrnehmung schifffahrtspolizeilicher Aufgaben vereinbart. Daraufhin wurde 2012 die deutsch-französische Wasserschutzpolizei (Compagnie fluviale de gendarmerie du Rhin) mit dem Sitz in Kehl und Außenstellen in Gambsheim und Vogelgrun eingerichtet, die ihren Dienst mit eigenen Booten und gemischten Besatzungen versieht.

### Schiffsunglücke
Im Jahr 1958 kenterte die mit Kohle beladene Birsigtal bei der Mittleren Brücke in Basel.
Am 7. Oktober 1960 kam es bei Emmerich zu einem Zusammenstoß zwischen der zu Tal geschleppten dänischen Fähre Tina Scarlett und dem mit 1.100 m³ Benzin beladenen Tankschiff Diamant. Es liefen große Mengen Benzin aus, das sich entzündete. Insgesamt brannten zehn Schiffe. Der Rhein stand auf einer Breite von rund 300 Metern in Flammen. Das Tankschiff sank, die Fähre lief auf Grund und sank später. Zwei Menschen starben und 22 wurden zum Teil schwer verletzt. Grund für die Havarie war ein Ruderversagen auf der Tina Scarlett.
Ebenfalls im Oktober 1960 kenterte das Tankschiff Padella bei der Johanniterbrücke in Basel.
Beim Chemieunternehmen BASF in Ludwigshafen am Rhein kam es im März 1970 auf dem mit Benzol beladenem Tankschiff St. Jürgen zu Explosionen. Das brennende auslaufende Benzol verwandelte den Rhein fast bis nach Worms in ein Flammenmeer. Das Unglück forderte fünf Todesopfer.
28. September 1984, in Basel: Der Schlepper Vogel Gryff schob den mit 971 Tonnen Tonerde beladenen Schubleichter Corona flussaufwärts, unter der Mittleren Brücke hindurch. Der Schlepper touchierte einen Pfeiler der Brücke, und das Gefährt geriet außer Kontrolle. Der Schubleichter wurde durch die Strömung nach links an die Brückenpfeiler gedrückt. Fast drei Wochen lag die Corona quer zur Fahrtrichtung und verhinderte die Schifffahrt nach Birsfelden und Rheinfelden. Die Bergungsarbeiten lockten zahllose Schaulustige an.
Bei einer Havarie am 5. April 1998 von drei Schiffen im dichten Nebel in Höhe des Düsseldorfers Stadtteils Kaiserswerth explodierte ein Tankschiff, was zu erheblichen Sachschäden führte. Personen wurden nur leicht verletzt. Der Rhein musste über zehn Stunden gesperrt werden.
Beim Abfüllen von Benzin kam es am 7. Mai 1999 auf der Tankerbrücke der Bayer Erdölchemie in Dormagen zu einer Explosion. Ein Binnentanker auf dem Rhein und ein weiteres Schiff gerieten in Brand. 750 Tonnen des Benzingemisches gelangten in den Fluss. Drei Menschen starben, zehn Menschen wurden zum Teil schwer verletzt.
Am Morgen des 13. Januar 2011 havarierte das mit 2377 Tonnen Schwefelsäure beladene Tankmotorschiff Waldhof im Rhein bei St. Goarshausen unweit der Loreley. Zwei der vier Besatzungsmitglieder kamen dabei ums Leben. Infolge des Unfalls musste der Rhein in Höhe des verunglückten Schiffes zeitweise vollständig gesperrt werden. Die letzten von 420 aufgestauten Schiffen durften die Unfallstelle erst dreieinhalb Wochen nach der Havarie passieren.